# Travassosula mulierata
Travassosula mulierata är en fjärilsart som beskrevs av Lemaire 1971. Travassosula mulierata ingår i släktet Travassosula och familjen påfågelsspinnare. Inga underarter finns listade i Catalogue of Life.